# Нова-Игуасу (футбольный клуб)
«Нова-Игуасу» (порт.-браз. Nova Iguaçu Futebol Clube) — бразильский футбольный клуб представляющий одноимённый город из штата Рио-де-Жанейро. В 2022 году клуб выступал в Серии D Бразилии.

## История
Клуб основан 1 апреля 1990 года, домашние матчи проводит на арене «Жанио Мораес», вмещающей 3 500 зрителей. Лучшим достижением «Нова-Игуасу» в чемпионате штата Рио-де-Жанейро являются 9-е места в 2011 и 2012 году. Дважды в своей истории клуб побеждал в Кубке Рио, в 2008 и 2012 годах. В 2013 году клуб дебютировал в Серии D чемпионата Бразилии и занял 28-е место из 40 команд.

## Достижения
- Победитель второго дивизиона Лиги Кариока (2): 2005, 2016
- Победитель Кубка Рио (2): 2008, 2012